# The Amazing Spider-Man (trilha sonora)
The Amazing Spider-Man: Music from the Motion Picture é um álbum de trilha sonora para o filme 2012 The Amazing Spider-Man composta por James Horner. Que foi lançado pela Sony Classical Records.

## Lista de faixas
| N.º            | Título                                   | Compositor     | Duração |  |
| 1.             | "Main Title – Young Peter"               | James Horner   | 4:54    |  |
| 2.             | "Becoming Spider-Man"                    | James Horner   | 4:16    |  |
| 3.             | "Playing Basketball"                     | James Horner   | 1:22    |  |
| 4.             | Sem título                               | James Horner   | 2:07    |  |
| 5.             | "The Briefcase"                          | James Horner   | 3:14    |  |
| 6.             | "The Spider Room – Rumble in the Subway" | James Horner   |         |  |
| 7.             | "Secrets"                                | James Horner   | 2:30    |  |
| 8.             | "The Equation"                           | James Horner   |         |  |
| 9.             | "The Ganali Device"                      | James Horner   | 2:28    |  |
| 10.            | "Ben's Death"                            | James Horner   | 5:41    |  |
| 11.            | "Metamorphosis"                          | James Horner   | 3:04    |  |
| 12.            | "Rooftop Kiss"                           | James Horner   | 2:34    |  |
| 13.            | "The Bridge"                             | James Horner   | 5:15    |  |
| 14.            | "Peter's Suspicions"                     | James Horner   | 3:01    |  |
| 15.            | "Making a Silk Trap"                     | James Horner   | 2:52    |  |
| 16.            | "Lizard at School!"                      | James Horner   | 2:57    |  |
| 17.            | "Saving New York"                        | James Horner   | 7:52    |  |
| 18.            | "Oscorp Tower"                           | James Horner   | 3:22    |  |
| 19.            | "I Can't See You Anymore"                | James Horner   | 6:50    |  |
| 20.            | "Promises – End Titles"                  | James Horner   | 4:52    |  |
| Duração total: | Duração total:                           | Duração total: | 1:16:53 |  |

## Parada e posição
| País/Parada (2012)   | Melhor posição |
| -------------------- | -------------- |
| Espanha (PROMUSICAE) | 97             |